# Emberto de Hexham
Emberto (em latim: Embertus ou Eanbertus; em inglês antigo: Eanberht ou Eanbert) foi um bispo de Hexham de 800 até 813. Foi eleito e consagrado bispo num lugar chamado Cettingham. Faleceu em 813.